# 日本患者同盟
日本患者同盟（にほんかんじゃどうめい）は、日本の患者団体。結核療養所の患者が団結し、日常生活の要求から法律・制度の改善に至るまで幅広い活動を行なってきた。略称は日患同盟、日患。2004年時点で会員数は約5000人、代表者（会長）名は非公開。

## 概要
- 1948年3月31日に「全日本患者生活擁護同盟」と「国立療養所全国患者同盟」を統合し、日本国立私立療養所患者同盟設立。
- 1949年に日本患者同盟と改称、日患同盟会館（木造平屋）を設置して常勤職員2名を置く。
- 1954年 生活保護法入退所基準反対闘争
- 1957年 この年から朝日訴訟の支援（原告は国立岡山療養所に入所していた）
- 1958年・1968年 国立療養所の国立病院特別会計への移行反対運動

## 事務所所在地
東京都清瀬市松山2-13-12

## 刊行物
- 機関紙『健康新聞』（旧『患者新聞』）
- 『進んだ結核の治療』